# European Club Tour
European Club Tour è la sesta tournée della cantautrice catanese Carmen Consoli, partita da Cortemaggiore il 16 gennaio 2003.
Il tour ha una matrice rock, con una scenografia semplice e con rimandi ai concerti degli anni sessanta e settanta. Abbandonando i teatri, la cantautrice attraversò i club di tutta Europa.

## Date
- 16 gennaio 2003 -  Italia Cortemaggiore
- 17 gennaio 2003 -  Italia Cortemaggiore
- 18 gennaio 2003 -  Italia Cortemaggiore
- 19 gennaio 2003 -  Italia Cortemaggiore
- 21 gennaio 2003 -  Francia Cannes
- 23 gennaio 2003 -  Italia Rimini
- 24 gennaio 2003 -  Italia Rimini
- 25 gennaio 2003 -  Italia Rimini
- 29 gennaio 2003 -  Italia Ferrara
- 30 gennaio 2003 -  Italia Ferrara
- 3 febbraio 2003 -  Italia Milano
- 4 febbraio 2003 -  Italia Milano
- 5 febbraio 2003 -  Italia Milano
- 9 febbraio 2003 -  Italia Nonantola
- 10 febbraio 2003 -  Italia Nonantola
- 13 febbraio 2003 -  Italia Ancona
- 14 febbraio 2003 -  Italia Ancona
- 15 febbraio 2003 -  Italia Ancona
- 20 febbraio 2003 -  Italia Marghera
- 21 febbraio 2003 -  Italia Marghera
- 22 febbraio 2003 -  Italia Taneto di Gattatico
- 25 febbraio 2003 -  Italia Firenze
- 26 febbraio 2003 -  Italia Firenze
- 27 febbraio 2003 -  Italia Firenze
- 2 marzo 2003 -  Italia Torino
- 3 marzo 2003 -  Italia Torino
- 4 marzo 2003 -  Italia Torino
- 7 marzo 2003 -  Italia Zingonia
- 8 marzo 2003 -  Italia Zingonia
- 12 marzo 2003 -  Paesi Bassi Amsterdam
- 18 marzo 2003 -  Francia Parigi
- 20 marzo 2003 -  Svizzera Winterthur
- 21 marzo 2003 -  Svizzera Bellinzona
- 22 marzo 2003 -  Svizzera Bellinzona
- 25 marzo 2003 -  Spagna Barcellona
- 27 marzo 2003 -  Spagna Madrid
- 3 aprile 2003 -  Regno Unito Manchester
- 4 aprile 2003 -  Regno Unito Londra

## Band
| Strumento                                      | Nome Musicista     |
| ---------------------------------------------- | ------------------ |
| voce, chitarra elettrica, chitarra acustica    | Carmen Consoli     |
| chitarra elettrica, mandolino, piano wurlitzer | Massimo Roccaforte |
| chitarra elettrica                             | Santi Pulvirenti   |
| basso                                          | Leandro Misuriello |
| batteria                                       | Puccio Panettieri  |